# Бодмер, Георг
Иоганн Георг Бодмер (нем. Johann Georg Bodmer; 1786, Цюрих, Швейцария — 1864) — швейцарский механик, изобретатель и предприниматель.

## Биография
Родился в 1786 году в Цюрихе. В возрасте 16 лет отправился в Гауптвиль (кантон Тургау) для обучения ремеслу у искусного механика. В 1803 сконструировал винтовое колесо, а в 1805 усовершенствовал бумагопрядильные машины. В 1807 году в Кюснахте (кантон Цюрих) открыл собственный машинный завод. Там он изготовил необычную пушку для гранат, которые должны были взрываться лишь в момент проникновения в предмет поражения. К сожалению, модель этой пушки сгорела во время пожара.
В 1812 году его брат, капитан Иоганн Каспар Бодмер (1776—1827) пытался продать в Россию за огромные по тем временам деньги (25 000 дукатов) якобы разработанную Г. Бодмером нарезную казнозарядную пушку, стреляющую разрывными снарядами (хотя фактически к тому времени имелась только нерабочая натурная модель орудия и техническое описание). Военное министерство отказалось от её покупки ввиду отсутствия технической возможности для её изготовления, хотя сама идея изобретения была актуальной и теоретические исследования в области нарезной артиллерии уже велись.
В 1811 году Бодмер, при поддержке инвестора, запустил прядильную мастерскую, оснащённую изобретёнными им машинами. А в 1813 они вместе организовали оружейную фабрику, в дальнейшем известную как Badische Gewehrfabrik. Впоследствии между компаньонами начались разногласия, и в 1822 году, после смерти жены, Бодмер вышел из договора и покинул предприятие.
В 1824, перебравшись в Англию, изобретатель основал в Манчестере машинную фабрику, на которой внедрил в производство ряд придуманных им новшеств в машинах для выделки хлопка и шерсти, в вододействующих колёсах, локомотивах и в строительстве железных дорог. Всего Бодмер получил более 80 патентов на изобретения.
Скончался 29 мая 1864 года в Цюрихе.